# Chữ Rejang
Chữ Rejang, đôi khi được đánh vần là Redjang và được biết đến với tên địa phương là Surat Ulu (nghĩa là chữ ngược dòng), là chữ viết tiếng Rejang (Baso Hejang) của người Rejang (Tun Hejang), một dân tộc Austronesia cưa trú ở một số khu vực của tỉnh Bengkulu và tỉnh Nam Sumatera ở phía tây nam của đảo Sumatra, Indonesia.
Chữ Rejang là một abugida của họ chữ Brahmic, và có liên quan đến các chữ khác của khu vực, như chữ Batak, Bugis, và những chữ khác. Rejang là một thành viên của nhóm các chữ có liên quan chặt chẽ với nhau, bao gồm các biến thể chữ của Bengkulu, Lembak, Lintang, Lebong và Serawai. Các chữ khác có liên quan chặt chẽ, và đôi khi được bao gồm vào nhóm Surat Ulu, là Kerinci và Lampung.
Chữ đã được sử dụng trước khi Hồi giáo du nhập đến khu vực Rejang. Tài liệu chứng thực sớm nhất xuất hiện cho đến nay từ giữa thế kỷ 18 CE. Chữ Rejang đôi khi còn được gọi là chữ KaGaNga theo ba chữ cái đầu tiên của bảng chữ cái. Thuật ngữ KaGaNga không bao giờ được sử dụng trong cộng đồng chữ, mà nó được nhà nhân chủng học người Anh Mervyn A. Jaspan (1926 - 1975) đặt ra trong cuốn sách "Văn học dân gian Nam Sumatra". Văn bản Redjang Ka-Ga-Nga. Canberra, Đại học Quốc gia Australia, 1964.

## Dạng chữ
Chữ cái của chữ Rejang có thể tìm thấy trong dòng chữ bên dưới.

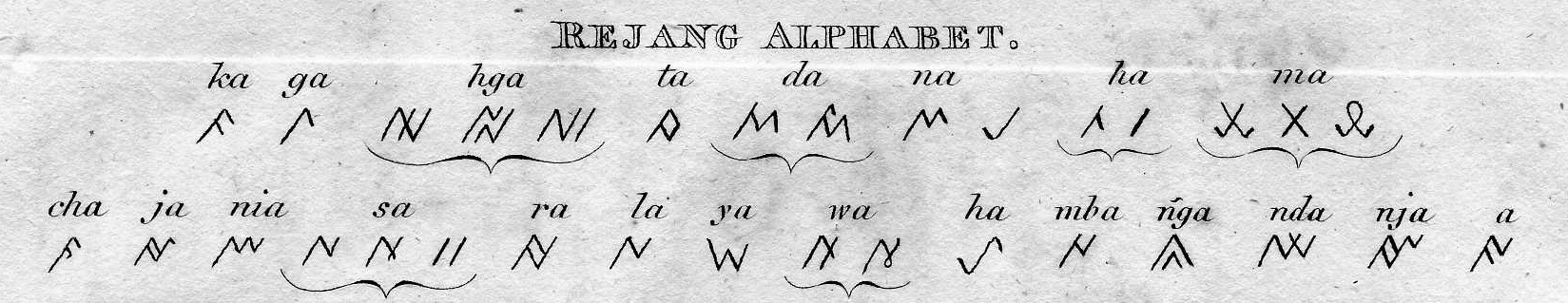
Rejang abugida kèm phiên âm

| Bảng Unicode Rejang Official Unicode Consortium code chart: Rejang Version 13.0 |   |   |   |   |   |   |   |   |   |   |   |   |   |   |   |   |
|                                                                                 | 0 | 1 | 2 | 3 | 4 | 5 | 6 | 7 | 8 | 9 | A | B | C | D | E | F |
| U+A93x                                                                          | ꤰ | ꤱ | ꤲ | ꤳ | ꤴ | ꤵ | ꤶ | ꤷ | ꤸ | ꤹ | ꤺ | ꤻ | ꤼ | ꤽ | ꤾ | ꤿ |
| U+A94x                                                                          | ꥀ | ꥁ | ꥂ | ꥃ | ꥄ | ꥅ | ꥆ | ꥇ  | ꥈ  | ꥉ  | ꥊ  | ꥋ  | ꥌ  | ꥍ  | ꥎ  | ꥏ  |
| U+A95x                                                                          | ꥐ  | ꥑ  | ꥒ  | ꥓  |   |   |   |   |   |   |   |   |   |   |   | ꥟ |